# Plokite
Plokite su splitski gradski kotar u istočnom dijelu grada, omeđen sa sjevera Velebitskom ulicom, od spajanja s Dubrovačkom ulicom do spajanja s Ulicom Brune Bušića, s istoka Ulicom Brune Bušića od Velebitske ulice do križanja s Vukovarskm ulicom, s juga Vukovarskom ulicom od križanja s Dubrovačkom do križanja s Ulicom Brune Bušića i sa zapada Dubrovačkom ulicom od križanja s Vukovarskom ulicom do križanja s Velebitskom ulicom.
Kotar je dobio ime od grčke riječi ploka, koja je označavala obli kamen koji se nekada nalazio na tom području.

## Obrazovanje
- Osnovna škola Plokite